# Чемпіонат світу з трекових велоперегонів 2015 — гонка за очками (чоловіки)
Гонка за очками серед чоловіків на Чемпіонаті світу з трекових велоперегонів 2015 відбулась 20 лютого.

## Результати
Заїзд розпочавсь о 20:15.
Спортсмени здолали 160 кіл (40 км) з 12 спринтами.
| Місце | Ім'я               | Країна          | Очки за спринт | Очки за коло | Загалом очок |
| ----- | ------------------ | --------------- | -------------- | ------------ | ------------ |
| 1     | Артур Єршов        | Росія           | 11             | 20           | 31           |
| 2     | Елой Теруель       | Іспанія         | 10             | 20           | 30           |
| 3     | Максиміліан Байєр  | Німеччина       | 9              | 20           | 29           |
| 4     | Реган Гоф          | Нова Зеландія   | 9              | 20           | 29           |
| 5     | Чен Кін Лок        | Гонконг         | 7              | 20           | 27           |
| 6     | Ліам Бертаццо      | Італія          | 24             | 0            | 24           |
| 7     | Скотт Ло           | Австралія       | 18             | 0            | 18           |
| 8     | Роман Романов      | Білорусь        | 16             | 0            | 16           |
| 9     | Бенжамін Томас     | Франція         | 16             | 0            | 16           |
| 10    | Ніколас Роджерс    | США             | 12             | 0            | 12           |
| 11    | Казушіґе Кубокі    | Японія          | 10             | 0            | 10           |
| 12    | Морено Де Паув     | Бельгія         | 10             | 0            | 10           |
| 13    | Войтєх Гачецки     | Чехія           | 6              | 0            | 6            |
| 14    | Войцех Пщоларський | Польща          | 5              | 0            | 5            |
| 15    | Вім Струтінга      | Нідерланди      | 5              | 0            | 5            |
| 16    | Едвін Авіла        | Колумбія        | 4              | 0            | 4            |
| 17    | Марк Крістіан      | Велика Британія | 3              | 0            | 3            |
| 18    | Андреас Ґраф       | Австрія         | 0              | 0            | 0            |
| 19    | Віталій Гринів     | Україна         | 0              | 0            | 0            |
|       | Сіріл Тьєрі        | Швейцарія       | DNF            |              |              |